# Brother Firetribe
Brother Firetribe es una banda formada en el año 2002 en Finlandia. La banda fue originalmente llamada False Metal.
El grupo lanzó a la venta su primer álbum y firman contrato con Spinefarm Records, el 7 de junio de 2006. Publicaron en su página web que el próximo álbum sería lanzado en abril de 2008.

## Historia
El grupo se fundó por iniciativa del cantante Pekka Ansio Heino (Leverage) y el guitarrista Emppu Vuorinen (Nightwish), proyecto al que unieron Tomppa Nikulainen (teclados) y Jason Flinck (bajo).
En 2006 sacan su primer disco False Metal con el título del álbum ironizan sobre que la polémica de grupos como Manowar no reconocen como géneros de Heavy metal ni al Hard Rock ni al Glam metal.
En seguida se nota que su estilo, es un Hard Rock melódico, con una importantísima aportación de los teclados, estribillos muy pegadizos y con grandes influencias de AOR americano.
Con el primer disco se hicieron con un hueco en la escena musical de su país y posteriormente a nivel internacional.
A pesar de que Pekka sigue con Leverage y Emppu con Nightwish, Brother Firetribe sigue adelante y sacan un nuevo sencillo, que será anticipo de su siguiente disco, I Am Rock, el cual cosecha excelentes críticas por los sectores especializados y por el público.
En marzo de 2008 sale a la luz su segundo álbum, Heart full of Fire, en el cual se encuentra un tema del mismo título en que participa la excantante del grupo Nightwish Anette Olzon. Relanzaron su primer disco con dos temas adicionales y un video, además de cambiarle el título de False Metal por el de Break Out.
En 2014 Brother Firetribe lanzaría a la venta su tercer disco de estudio titulado Diamond In The Fire Pit el cual cosecharía éxitos en Finlandia tales como "For Better Or For Worse" siendo este el único sencillo extraído de este álbum, "Love Is Not Enought" a su vez recibió buenas críticas y recepción.
En 2017 lanzarían a la venta su cuarto álbum de estudio el cual lleva por título Sunbound El cual cuenta con sencillos como "Taste of a Champion" e "Indelible Heroes" contando con buena recepción crítica y comercial, este álbum cuenta con un sonido clásico de rock de los 80s y a su vez con mayor participación lírica de la guitarra.
En 2020 se publicaría el primer sencillo de un aparente nuevo álbum el cual llevaría por título "Rock In The City".

## Miembros
- Pekka Ansio Heino – vocalista (2002-presente)
- Jason Flinck – bajo, cantante de respaldo (2002-presente)
- Tomppa Nikulainen – teclado (2002-presente)
- Hannes Pirilä– batería, percusión (2014-presente)
- Roope Riihijärvi - guitarra (2020-presente)

### Miembros antiguos
- Kalle Torniainen - batería, percusión (2002-2014)
- Emppu Vuorinen – guitarra (2002-2020)

## Discografía

### Álbumes
- False Metal/Break Out - 2006
- Heart Full Of Fire - 2008
- Diamond In The Fire Pit - 2014
- Sunbound - 2017
- Feel the Burn - 2020
- Number One - 2025

### Sencillos
- One Single Breath - 2006
- I'm on Fire - 2006
- I Am Rock – 2007
- Runaways - 2008
- Heart Full Of Fire...And Then Some - 2008
- For Better or for Worse - 2014
- Taste of a Champion - 2016
- Indelible Heroes - 2017
- Rock in the City - 2020

### Álbumes en vivo
- Live at Apollo 2010